# الصمام المفرغ بلوطي الشكل

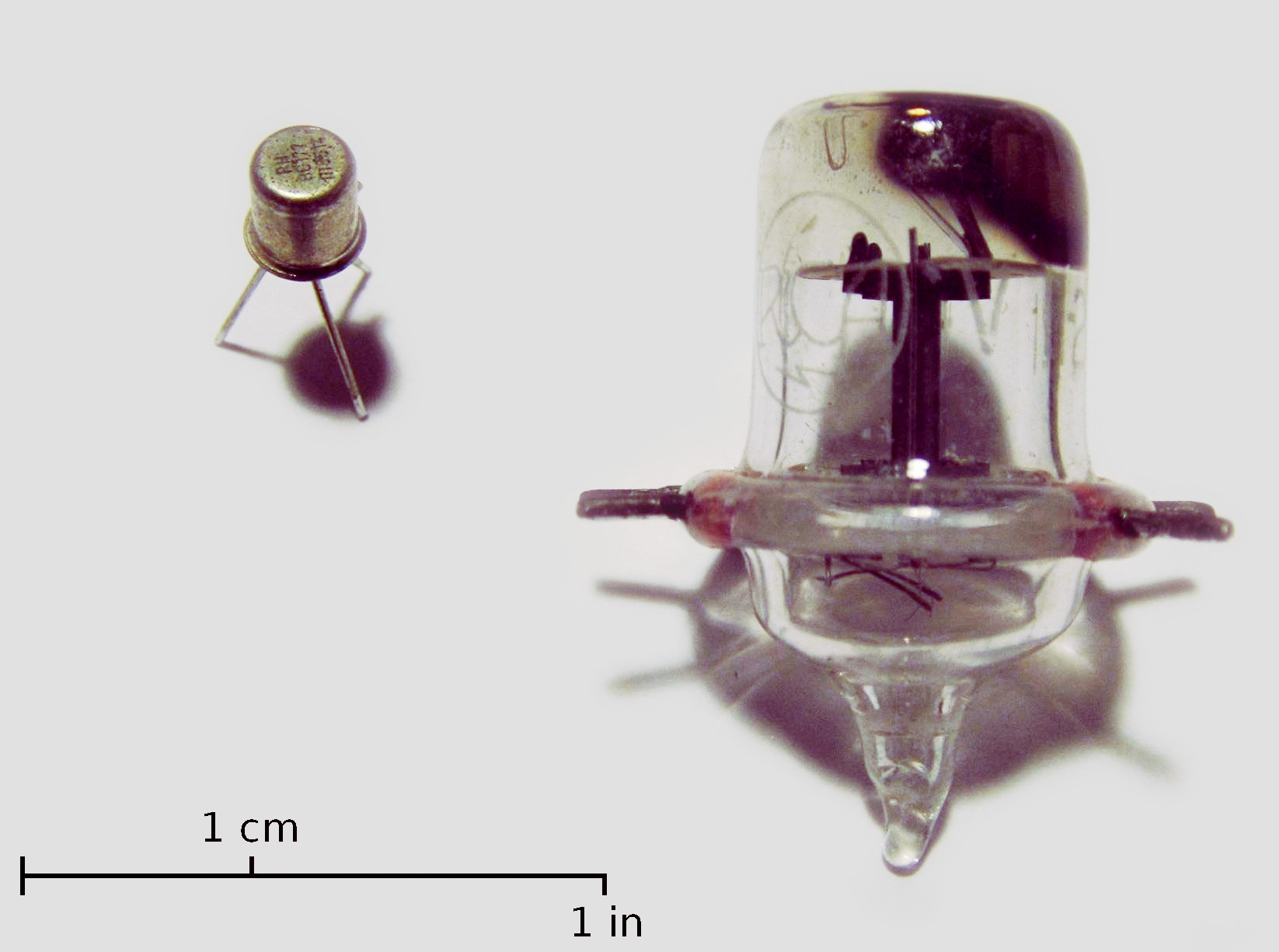
صورة للصمام المفرغ بلوطي الشكل والذي سُميَّ بهذا الاسو نسبةً للغطاء الزجاجي الذي يحمل المحطات مع الجزء الرئيسي من الأنبوب الممتد منه والذي يُشبه في شكله البلوط.

يشير الصمام المفرغ بلوطي الشكل ويُعرف اختصارًا في بعض المصادر صمام بلوطي الشكل إلى أي فرد من عائلة الأنابيب المفرغة ذات تردد شديد الارتفاع / تردد بالغ الارتفاع التي بدأت قبل الحرب العالمية الثانية. تم تسميتها بعد تشابهها مع الجوز، وتحديدًا بسبب الغطاء الزجاجي في أحد طرفي الأنبوب الذي يشبه الغطاء الموجود على البلوط. وجدت أنابيب البلوط استخدامًا واسع النطاق في أجهزة الراديو وأنظمة الرادار.
الأداء عالي التردد مقيد بـ (1) تحريض الرصاص الطفيلي والسعة وتأثير الجلد، و(2) وقت عبور الإلكترون (الوقت اللازم للانتقال من القطب السالب إلى القطب الموجب). آثار وقت العبور معقدة، ولكن تأثير واحد بسيط هو هامش المرحلة ؛ آخر هو توصيل المدخلات، المعروف أيضًا باسم تحميل الشبكة. عند الترددات العالية للغاية، قد تصبح الإلكترونات التي تصل إلى الشبكة خارج الطور مع تلك التي تغادر نحو القطب الموجب. يؤدي عدم توازن الشحنة هذا إلى عرض الشبكة لمفاعلة أقل بكثير من خاصية «الدائرة المفتوحة» ذات التردد المنخفض. تحاول الجوزة - وكذلك أنابيب المنارة نوفيستور وتقليل هذا التأثير عن طريق ترتيب الكاثود والشبكة (الشبكات) والأنود على مسافة قريبة من بعضها البعض قدر الإمكان.
تضمن النطاق الأصلي حوالي نصف دزينة من الأنابيب، مصممة للعمل في نطاق VHF. 955 هو الصمام الثلاثي. النوعان 954 و 956 هما بنتودات حادة ونائية، على التوالي، وكلها مع 6.3 غير مباشر الخامس، 150 سخانات مللي أمبير. الأنواع 957 و958 و959 مخصصة للمعدات المحمولة ولديها 1.25 سخانات البطارية V NiCd. 957 عبارة عن ثلاثي إشارة متوسط μ، و 958 عبارة عن ثلاثي إرسال مع خيوط مزدوجة متوازية لزيادة الانبعاث، و 959 عبارة عن قطع خماسي حاد مثل 954. 957 و 959 تعادل 50 تيار التسخين مللي أمبير، 958 ضعف ذلك. في عام 1942، تم تقديم 958A بمواصفات انبعاث مشددة بعد أن اتضح أن 958s ذات الانبعاثات العالية للغاية استمرت في العمل بعد إيقاف تشغيل طاقة الفتيل، ولا يزال الخيط يسخن بدرجة كافية على تيار الأنود وحده. بعد إدخال القاعدة المصغرة ذات السبعة سنون، تم توفير 954 و 955 و 956 مع هذه القاعدة مثل 9001 و 9002 و 9003. تشمل أنابيب البلوط الأخرى:
- أمريكي:[9]

- إي آي إي : 5731
- ريتما : 6F4، 6L4

- الأوروبي:[10]

- البريطاني: A40، A41، AP4، AT4، HA1، ZA1، ZA2
- كونتيننتال: 4671، 4672، 4674، 4675، 4676، 4695
- مولارد-فيليبس : D1C، D2C، D1F، D2F، D3F، D11F، D12F، E1C، E1F، E2F

- الروسي : 6С1Ж، 6Ж1Ж، 6К1Ж،[11]
- اليابانية: UN954، UN955،[12]

تمت الإشارة إلى الأنواع ذات الطاقة الأكبر والأعلى مثل الصمامات الثلاثية 316A و368A و388A و703A، و713A و717A على أنها أنابيب مقبض الباب. كان تقديم EF50 أول منافسة جادة لتصميم البلوط، واستبدل الجوز في العديد من الأدوار، خاصة بعد الحرب عندما تم التخلص من الملايين من فائض EF50 في السوق.